# Hild Sofie Tafjord

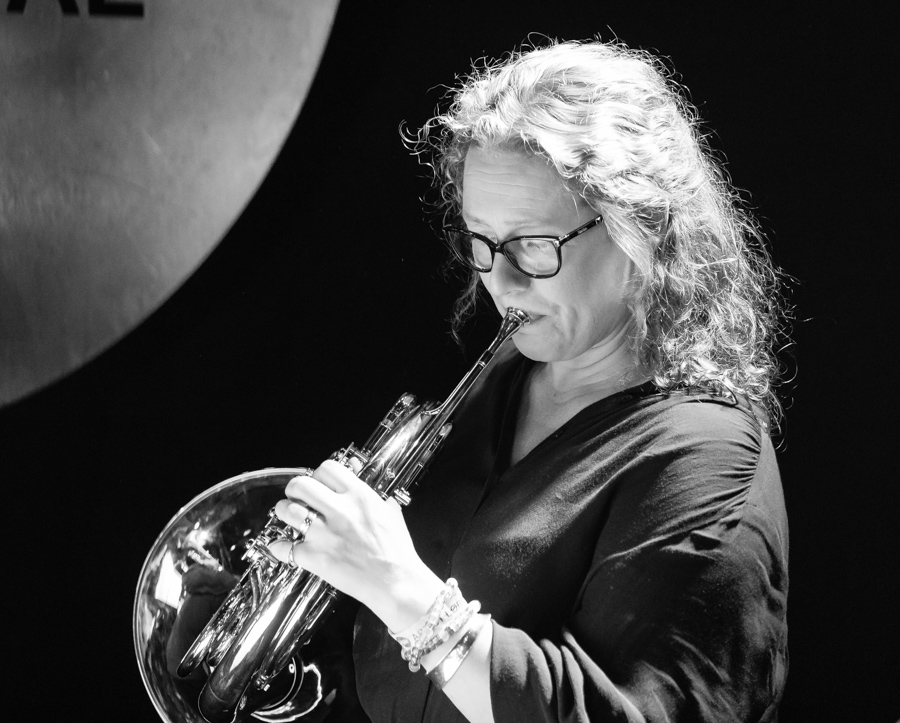
Hild Sofie Tafjord (2019)

Hild Sofie Tafjord (* 4. Januar 1974 in Langevåg) ist eine norwegische Waldhornistin, die sowohl im Bereich des Jazz als der frei improvisierten Musik tätig ist und die klanglichen Möglichkeiten ihres Instruments weiterentwickelt hat.

## Leben und Wirken
Tafjord stammt aus einer musikalischen Familie; ihr Vater ist der Tubist Stein Erik Tafjord, ihr Onkel ist der Jazzmusiker Runar Tafjord. Sie erhielt ihre Ausbildung zunächst an der Volkshochschule Toneheim, wo sie auf Maja Ratkje traf. Sie studierte an der Norges musikkhøgskole in Oslo, wo sie 2001 die erste Absolventin auf dem Waldhorn war.
Gemeinsam mit Maria Ratkje, Lene Grenager und Kristin Andersen spielte sie seit 1995 in dem Quartett Spunk.  Mit Ratkje trat sie auch im Duo Fe-mail (ab 2000) und (mit der Tänzerin Lotta Melin) im Trio Agrare auf. Beim SWR NewJazz Meeting 2008 bildete sie mit Ratkje, Ikue Mori und  Zeena Parkins den Kern des Phantom Orchard Orchestra.
Mit Lene Grenager bildete sie das Trio Slinger (mit Lisa Dillan) und das Kvartett Lemur (mit Michael Francis Duch and Bjørnar Habbestad). Sie legte zwei Alben als Solistin vor, die bei der Kritik große Beachtung fanden. Auch arbeitete sie mit Håkon Kornstad sowie mit Fred Frith, Otomo Yoshihide, Zeitkratzer und Matmos. Weiterhin wirkte sie in Gruppen wie dem Crimetime Orchestra, No Spaghetti Edition, dem Norwegian Noise Orchestra und dem Fire! Orchestra.

## Diskographische Hinweise
- 2007: Kama (Pica Disk)
- 2014: Breathing (+3dB)[1]

mit anderen Musikern
- Rotoscope Great Curves (Jester Records, 2001), feat. Hild Sofie Tafjord & Marius Reksjø
- Fe-mail and Carlos Giffoni Northern Stains (Important Records, 2006)
- Spunk Kantarell (Rune Grammofon, 2009)
- Gjerstad _ Skaset _ Tafjord _ Mølstad _ Moe: Deichman (Conrad, 2013)